# Pennisetum crinitum
Pennisetum crinitum är en gräsart som först beskrevs av Carl Sigismund Kunth, och fick sitt nu gällande namn av Spreng.. Pennisetum crinitum ingår i släktet borstgräs, och familjen gräs. Inga underarter finns listade i Catalogue of Life.